# Stadium (métro de Singapour)
Pour les articles homonymes, voir Stadium.
Stadium est une station de métro à Singapour. 